# Brian Henton
Brian Henton, britanski dirkač Formule 1, * 19. september 1946, Castle Donington, Leicestershire, Anglija, Združeno kraljestvo.
Brian Henton je upokojeni britanski dirkač Formule 1. Debitiral je v sezoni 1975, ko je nastopil le na treh dirkah in dosegel eno šestnajsto mesto na domači dirki za Veliko nagrado Velike Britanije. V sezoni 1976 je nastopil na šestih dirkah in dosegel eno uvrstitev na deseto mesto na Veliki nagradi zahodnih ZDA. Po triletnem premoru, v katerem je postal tudi prvak Evropske Formule 2 v sezoni 1980, je tudi v sezoni 1981 dosegel le eno uvrstitev na deseto mesto na Veliki nagradi Italije. V sezoni 1982 je bil na več dirkah blizu točk, dosegel je tri osma mesta in sedmo mesto na Veliki nagradi Nemčije, kar je njegova najboljša uvrstitev v karieri. Po koncu sezone se je upokojil.

## Popolni rezultati Formule 1
(legenda) (odebeljene dirke pomenijo najboljši štartni položaj, poševne pa najhitrejši krog, †-uvrščen kljub odstopu)
| Leto | Moštvo                          | Šasija        | Motor    | 1       | 2       | 3        | 4       | 5       | 6        | 7       | 8       | 9       | 10      | 11      | 12      | 13      | 14      | 15      | 16    | 17  | Prv | Toč |
| ---- | ------------------------------- | ------------- | -------- | ------- | ------- | -------- | ------- | ------- | -------- | ------- | ------- | ------- | ------- | ------- | ------- | ------- | ------- | ------- | ----- | --- | --- | --- |
| 1975 | John Player Team Lotus          | Lotus 72E     | Ford V8  | ARG     | BRA     | JAR      | ŠPA     | MON     | BEL      | ŠVE     | NIZ     | FRA     | VB 16   | NEM     | AVT DNS | ITA     | ZDA NC  |         |       |     | NC  | 0   |
| 1977 | Team Rothmans International     | March 761B    | Ford V8  | ARG     | BRA     | JAR      | ZZDA 10 |         |          |         |         |         |         |         |         |         |         |         |       |     | NC  | 0   |
| 1977 | British Formula One Racing Team | March 761     | Ford V8  |         |         |          |         | ŠPA DNQ | MON      | BEL     | ŠVE     | FRA     | VB DNQ  | NEM     | AVT DNQ |         |         |         |       |     | NC  | 0   |
| 1977 | HB Bewaking Alarmsystemen       | Boro 001      | Ford V8  |         |         |          |         |         |          |         |         |         |         |         |         | NED DSQ | ITA DNQ | ZDA     | KAN   | JAP | NC  | 0   |
| 1981 | Candy Toleman Motorsport        | Toleman TG181 | Hart L4T | ZZDA    | BRA     | ARG      | SMR DNQ | BEL DNQ | MON DNPQ | ŠPA DNQ | FRA DNQ | VB DNQ  | NEM DNQ | AVT DNQ | NIZ DNQ | ITA 10  | KAN DNQ | LVE DNQ |       |     | NC  | 0   |
| 1982 | Arrows Racing Team              | Arrows A3     | Ford V8  | JAR DNQ |         |          |         |         |          |         |         |         |         |         |         |         |         |         |       |     | NC  | 0   |
| 1982 | Arrows Racing Team              | Arrows A4     | Ford V8  |         | BRA DNQ | ZZDA Ret |         |         |          |         |         |         |         |         |         |         |         |         |       |     | NC  | 0   |
| 1982 | Team Tyrrell                    | Tyrrell 011   | Ford V8  |         |         |          | SMR Ret | BEL Ret | MON 8    | VZDA 9  | KAN NC  | NIZ Ret | VB 8    | FRA 10  | NEM 7   | AVT Ret | ŠVI 11  | ITA Ret | LVE 8 |     | NC  | 0   |